# Taraxacum balearicum
Taraxacum balearicum es una especie de planta herbácea de la familia de las asteráceas. Es originaria de las Islas Baleares.

## Descripción
Planta muy similar a Taraxacum officinale con un valor taxonómico incierto. Presenta una roseta de hojas divididas. El capítulo, de color amarillo tiene unas brácteas externes reflejas, está sostenido por un largo pedúnculo sin hojas y es un poco peludo.
Observaciones : se trata de un género complejo con numerosas especies descritas muy similares entre ellas. Para identificar algunas de lss especies con claridad a menudo es necesario consultar varias claves de clasificación.

## Hábitat y distribución
Es endémica de Mallorca en las Islas Baleares, donde se encuentra en prados, bordes de caminos, etc. 